# Luigi Capè
Luigi Capè (Milano, 8 gennaio 1886 o 1887 – Sesto Calende, 28 gennaio 1945) è stato un imprenditore italiano, fondatore e per 30 anni direttore generale della SIAI-Marchetti.

## Biografia
Conseguita la maturità classica, studia lingue in un collegio del Canton San Gallo. Lavora nell'azienda di famiglia, che si occupa inizialmente di legnami e materiali da costruzione per poi diventare una grande segheria con il nome "G. e B. Capè".
Nel 1913 assieme a Mario Calderara e Domenico Lorenzo Santoni e con capitali inglesi costituisce la Società Costruzioni Aeronautiche "Savoia". Acquista da Henri e Maurice Farman la licenza per la costruzione di aerei e idrovolanti.
Nel 1915 la "G. e B. Capè" si associa con la Anonima Costruzioni Aeronautiche Savoia di Domenico Lorenzo Santoni, creando la Società Idrovolanti Alta Italia (SIAI), nella quale Capè ricopre la carica di consigliere delegato per 30 anni, fino all'improvvisa morte il 28 gennaio 1945.
A Sesto Calende gli sono state intitolate una scuola media e una strada.

## Vita privata
La moglie Pina Allegri è stata cantante lirica e motonauta, vincitrice assoluta di due raid Pavia-Venezia, competizione internazionale di motonautica, negli anni 1935 e 1936, unica donna ad aver ottenuto simili affermazioni in tutta la storia del raid.